# Angra G
Angra G é um sítio arqueológico subaquático integrante do Parque Arqueológico Subaquático da Baía de Angra do Heroísmo, na Ilha Terceira, nos Açores.
O sítio corresponde ao naufrágio de um barco português do século XVI ou do século XVII na baía de Angra do Heroísmo, que se encontra a cerca de cinquenta metros de profundidade.
Foi descoberto durante os trabalhos de elaboração da Carta Arqueológica de 2004, com o auxílio do submarino "Lula", da Fundação Rebikoff-Nigeller, que possibilitou uma prospecção mais detalhadas das zonas mais profundas da baía de Angra do Heroísmo.
Na mancha de vestígios arqueológicos do sítio é possível distinguir duas grandes âncoras, restos de madeira, concreções, diversos artefactos e grande quantidade de pequenos búzios brancos, denominados de cauris ou búzios da Índia. Foram estas conchas, utilizadas como moeda no tráfico de escravos com o continente africano, que permitiram uma datação aproximada do naufrágio.